# Wapen van Sint-Amands

Het wapen van Sint-Amands

Het wapen van Sint-Amands is op 8 juli 1986 per ministerieel besluit aan de Antwerpse gemeente Sint-Amands toegekend. Het wapen werd 10 jaar na de fusie met Lippelo en Oppuurs verleend. Sint-Amandus fungeert in het wapen als schildhouder. Hij staat tevens (op de draak) zonder het schild op de gemeentevlag. Deze vlag is rood-wit-rood, in breedteverhouding 1-2-1, met Sint Amands staande op de draak op de witte baan.

## Blazoenering
De blazoenering van het wapen luidt als volgt:
Gedeeld 1. in sabel een eeuw van zilver, geklauwd, getongd en gekroond van goud 2. doorsneden a. in zilver drie rozen van sabel, geknopt en gepunt van goud b. geschuinbalkt van zes stukken van goud en van lazuur met een zoom van keel, beladen met acht rozen van zilver. Het schild geplaatst voor een Sint-Amandus van natuurlijke kleur, houdende op de rechterhand een kerk en in de linkerhand een bisschopsstaf, beide van goud, en staande op een liggende draak van sinopel, geklauwd en getongd van keel.
Het wapen is in twee helften gedeeld, het eerste is zwart van kleur met daarop een zilveren leeuw, de nagels, tong en kroon zijn van goud. Volgens de regels van de heraldiek zou het hiermee een raadselwapen betreffen, waren het niet dat lichaamsdelen apart gekleurd mogen worden. De tweede helft is eveneens gedeeld, in deel a drie zwarte rozen met gouden knoppen en punt op een zilveren ondergrond. Deel b bestaat uit afwisselend gouden en blauwe schuinbalken (van heraldisch rechtsboven naar heraldisch linksonder) omgeven door een rode schildzoom waarin acht zilveren rozen zijn geplaatst.
Als schildhouder de heilige Amandus, hij is van natuurlijke kleur en heeft in zijn rechterhand een gouden kerk, in zijn linkerhand een eveneens gouden kromstaf. Zijn kazuifel en mijter zijn rood van kleur. Daaronder draagt hij een witte albe. Hij staat op een groene draak, waarvan de tonge en nagels rood zijn gekleurd.

## Geschiedenis
Het wapen bestaat uit de wapens van de voormalige gemeenten, nu deelgemeenten, Sint-Amands, Oppuurs en Lippelo. De gekroonde leeuw is het oude wapen van Sint-Amands, de drie mispelbloemen zijn het oude wapen van Oppuurs.
Het eerste zegel van Sint-Amands bestond uit een schild met daarop de een gekroonde leeuw op een mantel. De mantel is gevoerd van hermelijn en bovenop gekroond met een markiezenkroon. Om het geheel een randschrift: Phillippe Alexandre duc et prince de Bournonville s de St. Amand. De s staat voor seigneur, heer. Dit is het wapen van de familie De Bournonville, eigenaar van het gebied tot 1766.
In het tweede deel zijn twee wapens aangebracht: dat van Oppuurs en Lippelo. Het wapen van Oppuurs is gebaseerd op een schependomszegel van de baronie van Oppuurs, gelijk aan het wapen van de familie Snoy. Een oudste bekende zegel is bekend uit 1698. Het wapen werd in 1912 officieel toegekend, de blazoenering spreekt dan over mispelbloemen, terwijl het wapen officieel rozen toont.
Het derde deel is het wapen van de familie van Beughem. De familie heeft de heerlijkheid Lippelo-Liezele-Malderen in bezit gehad en heeft later ook twee burgemeesters voor de gemeente Lippelo geleverd.

## Verwant wapen

Wapen van Buggenhout.